# Ferme de Nazareth
Pour les articles homonymes, voir Nazareth (homonymie).
La ferme de Nazareth est un immeuble classé situé dans la ville de Herve en Belgique (province de Liège). 

## Localisation
La ferme est située à Herve, au lieu-dit Nazareth, au no 15 de l'avenue Reine Astrid (nationale 3), dans le prolongement de la rue Leclercq. Elle est accessible depuis l'avenue Reine Astrid par un chemin privé d'une longueur de 65 m derrière portail et se trouve au milieu d'une propriété d'un hectare et demi placée entre le Collège Providence de Herve (CPH) et le zoning industriel de Nazareth.

## Historique
Quand la première partie de la ferme est bâtie vers 1700, la construction est alors située en pleine campagne et les terres liées à l'exploitation s'étendent vers le nord . 

## Description
Le corps de logis est constitué de deux parties contiguës bien distinctes construites à des époques différentes. 
La partie de gauche est la plus ancienne. Bâtie vers 1700, elle possède un haut soubassement en pierres calcaires équarries comprenant la totalité du rez-de-chaussée et une baie à six jours jumelée à une baie à traverse à chaque niveau. L'étage est réalisé en brique. 
La partie de droite est ajoutée pendant la seconde moitié du XVIIIe siècle dans un style plus classique d’esprit Louis XIV. Sur la travée de droite, se trouve la porte d'entrée à baie d'imposte. Trois baies jointives avec clé de voûte dont la partie supérieure est moulurée sont placées au rez-de-chaussée ainsi qu'à l'étage. 
À l'arrière du corps de logis et de la cour intérieure de la ferme, se situent des étables et bâtiments agricoles datés de 1719 sur une porte d'étable.